# Élections législatives de 1997 dans le Cantal
Les élections législatives françaises de 1997 se déroulent le 25 mai et le 1er juin 1997. Dans le département du Cantal, deux  députés sont à élire dans le cadre de deux circonscriptions.

## Élus
| Circonscription | Député sortant | Parti | Parti      | Député élu ou réélu | Parti | Parti      |
| --------------- | -------------- | ----- | ---------- | ------------------- | ----- | ---------- |
| 1re             | Yves Coussain  |       | UDF (PPDF) | Yves Coussain       |       | UDF (PPDF) |
| 2e              | Alain Marleix  |       | RPR        | Alain Marleix       |       | RPR        |

## Résultats

### Résultats à l'échelle du département
| Parti          | Parti                              | Premier tour | Premier tour | Second tour | Second tour | Sièges |
| Parti          | Parti                              | Voix         | %            | Voix        | %           | Sièges |
| -------------- | ---------------------------------- | ------------ | ------------ | ----------- | ----------- | ------ |
|                | Rassemblement pour la République   | 22 115       | 27,16        |             |             | 1      |
|                | Union pour la démocratie française | 15 433       | 18,96        | 23 403      | 50,43       | 1      |
|                | La Droite indépendante             | 2 108        | 2,59         |             |             | 0      |
|                | Divers droite                      | 886          | 1,09         | 0           |             |        |
|                | Droite parlementaire               | 40 542       | 49,80        | 23 403      | 50,43       | 2      |
|                |                                    |              |              |             |             |        |
|                | Parti socialiste                   | 13 807       | 16,96        | 23 006      | 49,57       | 0      |
|                | Parti radical-socialiste           | 9 912        | 12,17        |             |             | 0      |
|                | Divers gauche dont MDC             | 5 621        | 6,90         | 0           |             |        |
|                | Parti communiste français          | 5 386        | 6,62         | 0           |             |        |
|                | Gauche plurielle                   | 34 726       | 42,65        | 23 006      | 49,57       | 0      |
|                |                                    |              |              |             |             |        |
|                | Front national                     | 5 218        | 6,41         |             |             | 0      |
|                | Extrême gauche dont PT             | 569          | 0,70         | 0           |             |        |
|                | Divers                             | 362          | 0,44         | 0           |             |        |
|                |                                    |              |              |             |             |        |
| Inscrits       | Inscrits                           | 123 749      | 100,00       | 63 159      | 100,00      | 2      |
| Abstentions    | Abstentions                        | 37 123       | 30           | 14 490      | 22,94       |        |
| Votants        | Votants                            | 86 626       | 70           | 48 669      | 77,06       |        |
| Blancs et nuls | Blancs et nuls                     | 5 209        | 6,01         | 2 260       | 4,64        |        |
| Exprimés       | Exprimés                           | 81 417       | 93,99        | 46 409      | 95,36       |        |

### Résultats par circonscription

#### Première circonscription (Aurillac)
| Candidat       | Candidat                    | Parti          | Premier tour | Premier tour | Second tour | Second tour |  |
| Candidat       | Candidat                    | Parti          | Voix         | %            | Voix        | %           |  |
| -------------- | --------------------------- | -------------- | ------------ | ------------ | ----------- | ----------- |  |
|                | Yves Coussain sortant réélu | UDF (PPDF)     | 15 433       | 36,94        | 23 403      | 50,43       |  |
|                | René Souchon                | PS             | 13 807       | 33,05        | 23 006      | 49,57       |  |
|                | Michel Georgelin            | Divers gauche  | 5 089        | 12,18        |             |             |  |
|                | Paul Bardot                 | FN             | 2 430        | 5,82         |             |             |  |
|                | Jean-Pierre Roume           | PCF            | 2 286        | 5,47         |             |             |  |
|                | Louis Brugère               | diss. RPR      | 886          | 2,12         |             |             |  |
|                | Roger Gahéry                | LDI (MPF)      | 747          | 1,79         |             |             |  |
|                | Jean Bazelle                | PT             | 569          | 1,36         |             |             |  |
|                | Raymond Squizzato           | MDC            | 532          | 1,27         |             |             |  |
|                |                             |                |              |              |             |             |  |
| Inscrits       | Inscrits                    | Inscrits       | 63 164       | 100,00       | 63 159      | 100,00      |  |
| Abstentions    | Abstentions                 | Abstentions    | 18 725       | 29,65        | 14 490      | 22,94       |  |
| Votants        | Votants                     | Votants        | 44 439       | 70,35        | 48 669      | 77,06       |  |
| Blancs et nuls | Blancs et nuls              | Blancs et nuls | 2 660        | 5,99         | 2 260       | 4,64        |  |
| Exprimés       | Exprimés                    | Exprimés       | 41 779       | 94,01        | 46 409      | 95,36       |  |

#### Deuxième circonscription (Saint-Flour - Mauriac)
|                | Alain Marleix sortant réélu | RPR            | 22 115 | 55,79  |  |  |  |
|                | Marc Petitjean              | PRS (PS)       | 9 912  | 25,01  |  |  |  |
|                | Marinette Audrerie          | PCF            | 3 100  | 7,82   |  |  |  |
|                | Alice Brugue                | FN             | 2 788  | 7,03   |  |  |  |
|                | Jean Pierre Marchand        | LDI (MPF)      | 1 361  | 3,43   |  |  |  |
|                | Pascal Contejean            | Divers         | 362    | 0,91   |  |  |  |
|                |                             |                |        |        |  |  |  |
| Inscrits       | Inscrits                    | Inscrits       | 60 585 | 100,00 |  |  |  |
| Abstentions    | Abstentions                 | Abstentions    | 18 398 | 30,37  |  |  |  |
| Votants        | Votants                     | Votants        | 42 187 | 69,63  |  |  |  |
| Blancs et nuls | Blancs et nuls              | Blancs et nuls | 2 549  | 6,04   |  |  |  |
| Exprimés       | Exprimés                    | Exprimés       | 39 638 | 93,96  |  |  |  |